# Androsace tribracteata
Androsace tribracteata är en viveväxtart som beskrevs av R. F. Huang. Androsace tribracteata ingår i släktet grusvivor, och familjen viveväxter. Inga underarter finns listade i Catalogue of Life.